# Михаило Рашић
Михаило Рашић (Алексинац, 13. јун 1858 — Београд, 17. фебруар 1932) био је српски и југословенски генерал и министар војни Краљевине Србије у Првом светском рату. По окончању рата у Краљевини Југославији наставио службу као министар војске и морнарице.

## Биографија
Рођен је од оца Петра судског чиновника и мајке Катарине. Породица је пореклом из околине Приштине.
Основну школу и два разреда гимназије завршио је у Алексинцу. Почетком трећег разреда прешао у Београд и до шестог разреда гимназије становао код своје тетке Стане. У војску је ступио као питомац 11. класе Артиљеријске школе (8. у рангу), 20. септембра 1874. Каплар је постао 6. септембра 1875, поднаредник 4. маја 1876. а наредник 1. јуна 1876. године. Школовање је завршио септембра 1880, као осми у рангу, испред будућих војвода Степе Степановића и Живојина Мишића, колегама са исте класе.
Оженио се Лепосавом, кћерком Глише Исајловића, телеграфисте и управника поште. Имао је синове Светозара, Бранивоја и Драгољуба, те кћерке Катарину, Ружицу и Јелену (умрла као дете). Син Светозар (р. 1885) био је правник, шеф кабинета др. Воје Маринковића и дипломата. Кћерке Катарина, Ружица и Јелена биле су удате за генерала Драгомира Ж. Стојановића, апотекара Симу Протића и индустријалца Владимира Ђорђевића. Унук академик Димитрије Ђорђевић био је професор историје на Универзитету Калифорније, Санта Барбара од 1970. до 1991. године.

## Активна служба
Почетком првог српско-турског рата он као и његове колеге-питомци наредници Артиљеријске школе су мобилисани. Као питомац одређен је за ордонанса Штаба Шумадијске артиљеријске бригаде Народне војске. Са том јединицом учествовао је у ратном сукобу. Од 10. децембра 1876, када је унапређен у чин артиљеријског потпоручника, одређен је за водног официра пољске артиљерије у истој бригади. У ратним догађајима 1877, од 28. децембра вршио је дужност ађутанта у 1. шумадијском артиљеријском пуку. На тој дужности остао је до 12. априла 1878, када је за кратко, до 1. маја, као официр у штабу исте бригаде, одређен на послове крокирања новоослобођеног Врањског округа. Од 1. маја до 20. августа 1878. откомандован је у Штаб 1. дивизије Шумадијског кора. После тога враћен је, као водни официр, у Шумадијску артиљеријску бригаду. На тој дужности остао је до 1. децембра 1878, када је враћен на наставак школовања прекинутог 1876. године. По завршеном школовању, 1. септембра 1880, поново је враћен за водног официра у исту јединицу.
По повратку из Немачке, фебруара 1883, одређен је на службу у Лафетницу Војнотехничког завода. Од априла 1884. био је ађутант Управе војног завода. Новим распоредом, марта 1885, одређен је за водног официра Тимочког артиљеријског пука. У ратном сукобу са бугарском прекомандован је најпре у Штаб нишавске војске, а потом у Оперативно одељење Штаба Врховне команде. Од 1. марта 1886. до априла 1887. године био је на челу новоформиране јединице - Телеграфског одреда. Од 16. априла 1887. постављен је за ордонанс-официра краља Милана Обреновића. Ту дужност обављао је до 21. фебруара 1889, када је унапређен за ађутанта принца Александра и вршиоца дужности личног ађутанта краља Милана. Уз ове дужности, од октобра 1890. до септембра 1892, био је и на месту командира 1. батерије Дунавског артиљеријског пука. Од септембра 1892. био је вршилац дужности команданта артиљеријске Подофицирске школе и члан Артиљеријског комитета, од новембра 1892.
На дужности краљевог ађутанта остао је до августа 1893, када је постављен за маршала краљевског двора. Маршал двора био је скоро седам година, до фебруара 1900, када је разрешен ове дужности и постављен за команданта Моравског артиљеријског пука. Од априла 1902. до 1905. био је командант Шумадијске дивизијске области. У скоро истом периоду, од јуна 1903. до августа 1906. био је и на дужности инспектора артиљерије при Министарству, а до јануара 1907. и комесар за пограничне спорове према Турској. У јулу 1910. био је притворен, заједно са пуковником Дамјаном Влајићем, под оптужбом за "неисправно и неправилно примање муниције и артиљеријског материјала". После дужег, службеног боравка у Француској, фебруара 1911. године је по сопственој жељи пензионисан.

## Ратне и последње године
У рату 1912, као резервни официр, ратним распоредом постављен је за команданта Дунавске дивизије 2. позива. Одлуком од 20. октобра 1912. враћен је из пензије у активну службу и произведен је у чин генерала. Том дивизијом командовао је у ратовима 1912. и 1913. године. По завршетку ратова, 1. септембра 1913. године постављен је за управитеља Војне академије, а истовремено, и за председника Војнодисциплинског суда. На тим дужности остао је до објаве рата Аустроугарске - Србији, када је постављен за команданта Комбиноване дивизије 1. позива. Том дивизијом командовао је до доласка српске војске на Крф, јануара 1916. На Крфу је био одређен за команданта Тимочке војске. За делегата Врховне команде српске војске при Врховној команди француске војске одређен је 27. фебруара 1916. године.
У јуну 1917, због организационих промена у француској војсци, постављен је на нову дужност - шеф Српске војне мисије у Француској. На тој функцији био је и представник српске војске код осталих савезника. У другој половини 1917, као члан државне мисије отишао је у САД, са задатком да агитује и прикупља добровољце. На тој дужности налази се до фебруара 1918, када се вратио у Француску, на дужност шефа Војне мисије. Реконструкцијом владе Николе Пашића, постављен је за министра војног, 24. јуна 1918. Овај ресор задржао је и у новом кабинету Николе Пашића, од 3. новембра 1918. У новообразованом кабинету Стојана Протића, од 7. децембра 1918, поново је био на челу истог ресора и на тој дужности остаје до 30. марта 1919, када је поднео оставку. Од 30. марта 1919. године стављен је на располагање. 20. септембра 1920. године, именован је председником Управе Ремонтског фонда. По својој молби, поново је пензионисан 7. новембра 1921. године. Преведен у резерву 21. октобра 1923. године.
Преминуо је у својој породичној кући 17. фебруара 1932. године. Сахрањен је на Новом гробљу.

## Одликовања

### Домаћа одликовања
- Орден Карађорђеве звезде 1. и 3. реда
- Орден Карађорђеве звезде са мачевима 3. и 4. реда
- Орден Милоша Великог 4. реда
- Орден Белог орла 3, 4. и 5. реда
- Орден Белог орла са мачевима 1. и 2. реда
- Орден Таковског крста 2, 3. и 4. реда
- Орден Таковског крста са мачевима 5. реда
- Орден Југословенске круне 3. реда
- Златна и Сребрна медаља за храброст
- Споменице ратова: 1876-1878, 1885, 1912-1913, 1914-1918.
- Споменица Краља Петра I
- Албанска споменица

### Инострана одликовања
- Орден Франца Јосифа 3. реда, Аустроугарска
- Орден Гвоздене круне 3. реда, Аустроугарска
- Орден Светог Михаила и Светог Ђорђа 3. реда, Енглеска[10]
- Орден Светог Спаситеља 3. реда, Грчка
- Орден Италијанске круне 3. реда, Италија
- Орден Лава и Сунца 1. реда, Персија
- Орден Светог Станислава 2. реда, Русија
- Орден Светог Ђорђа 3. реда, Русија
- Орден Османлије 1. реда, Турска
- Орден Меџедије 1. реда, Турска
- Орден Данила I 1. реда, Црна Гора
- Орден Легије части 2, 3, 4, и 5. реда, Француска
- Медаља за грађанске заслуге, Бугарска

## Унапређење у чинове
| Питомац Каплар    | Питомац Поднаредник | Питомац Наредник | Потпоручник        | Поручник         | Капетан Друге класе |
| ----------------- | ------------------- | ---------------- | ------------------ | ---------------- | ------------------- |
|                   |                     |                  |                    |                  |                     |
| 6. септембар 1875 | 4. мај 1876.        | 1. јун 1876.     | 10. децембар 1876. | 20. август 1883. | 22. фебруар 1887.   |

| Капетан Прве класе | Мајор             | Потпуковник       | Пуковник       | Генерал           | Дивизијски генерал |
| ------------------ | ----------------- | ----------------- | -------------- | ----------------- | ------------------ |
|                    |                   |                   |                |                   |                    |
| 1. јануар 1891.    | 22. фебруар 1893. | 22. фебруар 1897. | 6. април 1901. | 20. октобар 1912. | 21. октобар 1923.  |